# Ningen
Ningen (japanska: 人間, nin-gen, "människa") är enligt rykte en form av gigantiska människoliknande livsformer.
Trots deras människoliknande drag, sägs de vara val-varelser och sägs finnas i det iskalla vattnet runt Antarktis.